# Petrus Valckx
Petrus Valckx (Ekeren, 6 september 1920 – San Francisco, 14 oktober 1996, was een Vlaams kunstschilder, tekenaar en pastelschilder. Hij schilderde aanvankelijk in expressionistische stijl, maar schakelde later over naar het hyperrealisme.
Petrus Valckx studeerde van 1935 tot 1942 tekenen aan de tekenschool van Borgerhout, en vanaf 1943 volgde hij de lessen aan de Koninklijke Academie voor Schone Kunsten van Antwerpen bij professor Alfons van Beurden. Hij moest zijn studies onderbreken omwille van de problemen tijdens de Tweede Wereldoorlog, maar hervatte ze in 1947 bij professor Carl de Roover.
Eerst schilderde hij in een abstracte neo-expressionistische stijl, herkenbare objecten met een levendig palet en de gebruikelijke kleurharmonieën. Zijn onderwerpen waren figuren, visserstaferelen en landschappen in Vlaanderen en Normandië. Hierin kwam verandering na een ontmoeting op een van zijn tentoonstellingen met Marcel van Jole professor en curator aan het Koninklijk Museum voor Schone Kunsten Antwerpen. Die vroeg hem of hij in een realistische stijl kon schilderen. Natuurlijk kan ik dat zei Valcks en hij maakte nadien een paar kleine werken om aan van Jole te tonen. Die was meteen enthousiast en begon Valcks te begeleiden en via zijn uitgebreide contactenkring hielp hij hem om zijn werken te plaatsen bij verzamelaars en museum curatoren. Valcks werd in de vroege jaren 1980 gezien als een van de beste Belgische kunstenaars. Van Jole schreef een flatterende monografie over Peter Valckx.
In 1974 reisde Valckx voor de eerste keer naar de Verenigde Staten. Hij begon zijn werk wereldwijd te tonen en te verkopen  aan musea en verzamelaars in onder meer de Verenigde Staten, Canada, Frankrijk, Duitsland, Argentinië en Brazilië. Een van zijn werken behoort tot de collectie van koning Faisal van Saoedi-Arabië en zijn werk kan gevonden worden in het Rockefeller Art Center in New York, het Dimona Museum in Israël en het Museum of Greater Victoria in Canada.
In 1955 vestigde hij zich bij zijn zoon Harrie in Californië. Hij stierf er op 14 oktober 1996, ongeveer een maand voor de opening van een tentoonstelling in de Paulina Rieloff Galery in het New York Design Center. Exposeren in New York was zijn levensdroom geweest. De tentoonstelling ging postuum door en werd nog gevolgd door een grote tentoonstelling in België. Alle tentoongestelde werken werden verkocht.
In 2010 schonk Harrie Valckx zes schilderijen van zijn vader aan het Kunstcentrum Hof De Bist in Ekeren.

## Web links
- Werken van Petrus Valckx op petrusvalckx.com.

- RKD-Nederlands Instituut voor Kunstgeschiedenis: 364067